# 保羅·霍根
保羅·霍根，AM（英語：Paul Hogan，1939年10月8日—），澳洲男演員，憑1980年代賣座喜劇《鱷魚先生》（Crocodile Dundee）系列而聞名，亦因此獲得奧斯卡最佳原創劇本獎和金球獎等殊榮。

## 早年生活
霍根聲稱自己生於閃電山脊，因為比較有話題性，但他其實在悉尼出生，於幼年時期移居悉尼西郊的格蘭維爾，並曾經當過悉尼港灣大橋的裝配工人。

## 外部連結
- 保羅·霍根在互联网电影资料库（IMDb）上的資料（英文）
- 在AllMovie上保羅·霍根的頁面（英文）
- Biography of Paul Hogan's film career （页面存档备份，存于）